# سارياوس
بلدية سارياوس (بالإسبانية: Sarreaus) هي بلدية تقع في مقاطعة أورينسي التابعة لمنطقة غاليسيا شمال غرب إسبانيا.

## الديموغرافيا
بلغ عدد سكان بلدية سارياوس 1.486 نسمة عام 2011 (وفقاً للمعهد الوطني للإحصاء الإسباني).
| 2.099 | 1.944 | 1.876 | 1.800 | 1.680 | 1.587 | 1.486 |

## أعلام
- خوسيه رودريغيز